# مقاطعة أدير (ميزوري)
مقاطعة أدير (بالإنجليزية: Adair County)‏ هي إحدى المقاطعات في ولاية ميزوري في الولايات المتحدة الأمريكية.